# Mahalia Robinson
Pour les articles homonymes, voir Robinson.
Pas d'image ? Cliquez ici

a Compétitions nationales et continentales officielles uniquement.

b Matchs officiels uniquement.
Dernière mise à jour le 10 mai 2024.
Mahalia Robinson, née vers 2000 à Fulford (Canada), est une joueuse internationale canadienne de rugby à XV évoluant aux postes d'arrière ou de demi de mêlée.

## Biographie
Mahalia Robinson naît vers 2000 à Fulford, une ville agricole située à l'est de Montréal. Elle commence à jouer au rugby à XV à l'école secondaire, sur les traces de sa sœur, puis intègre l'équipe du Collège régional Champlain. Après avoir tenté de s'engager dans l'armée (elle n'est pas recrutée pour des raisons médicales), elle entre en 2019 à l'Université Concordia où elle étudie en 2022 les loisirs thérapeutiques.
En 2023, elle est sélectionnée pour la première fois dans l'équipe du Canada lors d'un match contre l'Afrique du Sud. Lors des Pacific Four Series 2024, elle participe à la victoire de son équipe nationale contre les États-Unis.
En septembre 2024, elle est sélectionnée pour le WXV avec son pays.

## Palmarès
- Vainqueur des Pacific Four Series en 2024.